# Microcomatula
Microcomatula is een geslacht van haarsterren uit de familie Antedonidae.

## Soort
- Microcomatula mortenseni A.H. Clark, 1931